# Sphaeralcea coccinea
Sphaeralcea coccinea là một loài thực vật có hoa trong họ Cẩm quỳ. Loài này được (Nutt.) Rydb. miêu tả khoa học đầu tiên năm 1913.